# Нордгайм-фор-дер-Рен
Нордгайм-фор-дер-Рен (нім. Nordheim vor der Rhön) — громада в Німеччині, розташована в землі Баварія. Підпорядковується адміністративному округу Нижня Франконія. Входить до складу району Рен-Грабфельд. Складова частина об'єднання громад Фладунген.
Площа — 16,56 км2. Населення становить 1084 ос. (станом на 31 грудня 2020).